# Gonanticlea occlusata
Gonanticlea occlusata là một loài bướm đêm trong họ Geometridae.